# (6360) 1978 UA7
(6360) 1978 UA7 là một tiểu hành tinh vành đai chính. Nó được phát hiện bởi C. Michelle Olmstead ở Đài thiên văn Palomar ở Quận San Diego, California, ngày 27 tháng 10 năm 1978.